# Turn On the Lights
Turn On the Lights è il quarto album del cantante Canadese Daniel Powter, pubblicato il 13 luglio 2012. 
L'album include i singoli Cupid e Crazy All My Life e presenta le tre nuove canzoni tratte dall'album delle greatest hits di Powter Best of Me, vale a dire Come Back Home (in origine intitolata Come Home), The Day We Never Met (precedentemente intitolata Fall In Love (The Day We Never Met)) e la nuova versione di Best of Me, la quale presenta un nuovo arrangiamento e una melodia leggermente diversa.

## Tracce
1. Cupid – 3:42 (Daniel Powter, Kevin Griffin)
2. The Day We Never Met – 3:46 (Daniel Powter, Kevin Griffin, Brendan James)
3. Crazy All My Life – 4:25 (Daniel Fields, John Fields, Bleu McAuley)
4. Come Back Home – 3:48 (Daniel Powter, David Hodgens, Matt Scannell)
5. Best of Me – 3:46 (Daniel Powter, Kara DioGuardi)
6. Selfish – 3:32 (Daniel Powter, Marti Frederiksen, Scott Stevens)
7. If Only I Could Cry – 3:21 (Daniel Powter, Kris Allen, Scott Stevens)
8. Except the Blue – 3:47 (Daniel Powter, David Hodgens, Matt Scannell)
9. Birthday Suits – 2:54 (Daniel Powter, Monica Benson)
10. What I Meant to Say – 3:40 (Daniel Powter, Zac Maloy)
11. Tell Them Who You Are – 3:46 (Daniel Powter)

Tracce bonus
1. UR My Radio – 3:51
2. Doesn't Matter – 2:43
3. Cheers to Us – 3:33
4. Goodbye – 3:57

## Classifiche
| Classifiche (2012) | Posizione massima |
| ------------------ | ----------------- |
| Giappone           | 177               |